# Diego Perotti
Diego Ariel Perotti Almeira (Moreno, 26 de julio de 1988) es un exfutbolista argentino que jugaba como centrocampista y delantero. Fue internacional con la Selección de Argentina.

## Biografía
Diego es hijo del exfutbolista Hugo "Mono" Perotti.

## Trayectoria

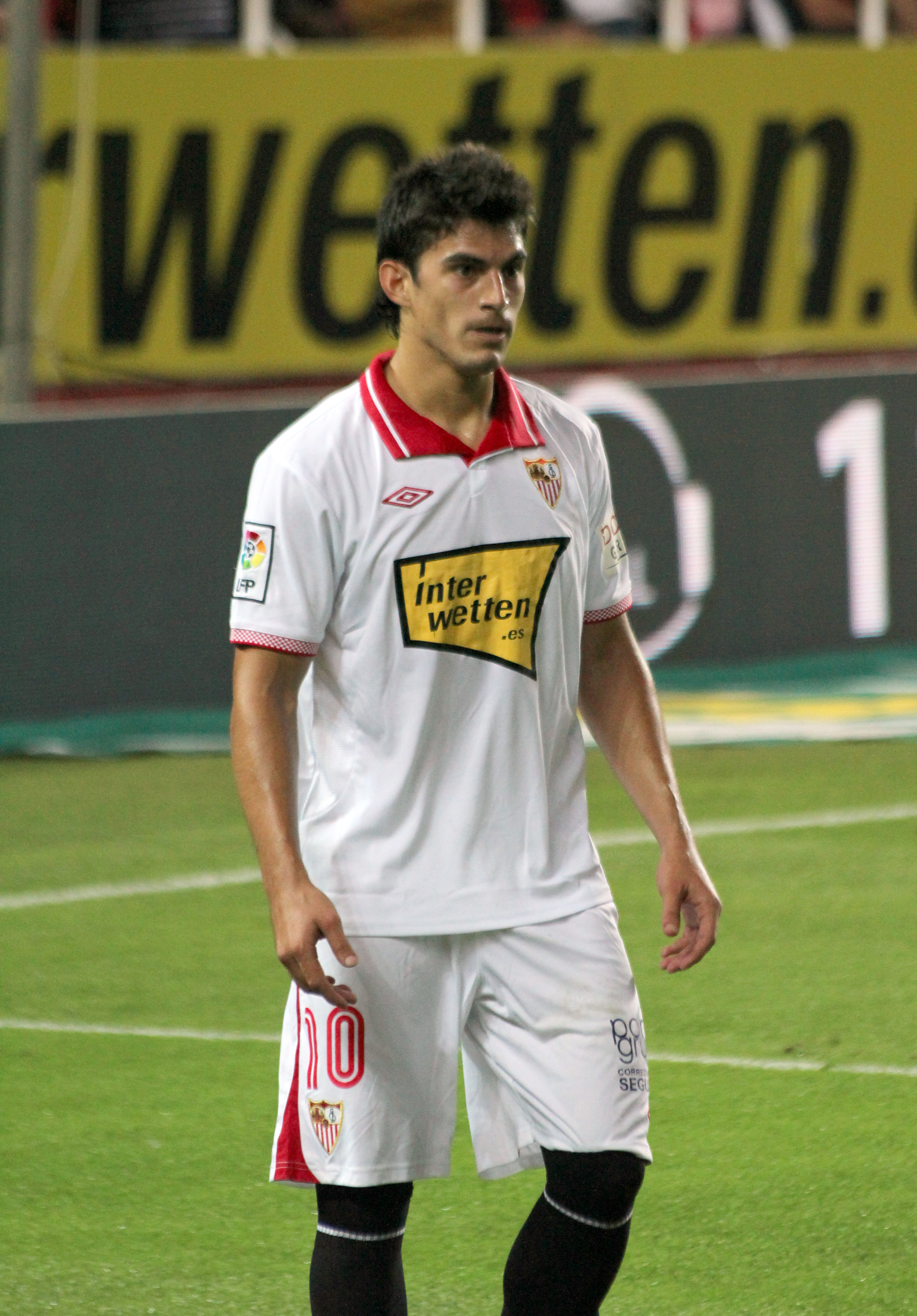
Diego Perotti en el Sevilla

### Inicios en Argentina y Deportivo Morón
Hizo las inferiores en el club de la ribera, Boca Juniors, hasta la 7.ª, donde, con 12 años, decidió irse porque no tenía lugar en el equipo y el trato con los jugadores era muy frío. Fichó por Deportivo Morón, donde continuó las inferiores y debutó en 2006.

### Sevilla
En verano de 2007, el Sevilla Fútbol Club de España se hizo con sus servicios por un total de 200 000 euros, pasando a formar parte del Sevilla Atlético, su equipo filial. Su primera convocatoria con el primer equipo en liga la tuvo el 8 de febrero de 2009, frente al Real Betis Balompié, aunque no debutó. El 15 de febrero de 2009 debutó con el primer equipo en la Primera División, en un partido que enfrentó al Sevilla con el R. C. D. Espanyol en el Estadio Olímpico Lluís Companys y que finalizó con victoria sevillista por 0-2. Posteriormente, un gol suyo certificó la 3ª posición para su equipo en la Liga.
El 10 de diciembre de 2009, el presidente del Sevilla F. C., José María del Nido anunció en la junta general de accionistas de la entidad la renovación del contrato de Perotti por seis temporadas, con una cláusula de rescisión de 48 millones de euros.
Entre su debut en el año 2009 y su salida del club en 2014, disputó 188 encuentros oficiales en los que marcó 14 goles.

### Boca Juniors
A principios de 2014 fue pretendido por varios clubes europeos entre ellos el A. S. Monaco, aunque el jugador se decidió por ir 6 meses a préstamo al club de sus amores (aparte del club que lo vio crecer el Deportivo Morón del cual también es hincha), donde su padre es ídolo, Boca Juniors del fútbol argentino.

### Italia
Luego de su paso por Boca Juniors, donde no disfrutó los minutos que esperaba debido a que no pudo recuperarse plenamente de la lesión con la que arribó, fichó por el Genoa C. F. C. de la Serie A. En el conjunto italiano fue uno de los referentes del equipo.
El 1 de febrero de 2016 se confirmó su cesión a la A. S. Roma. El argentino logró un gol y tres asistencias en sus 6 primeros partidos con su nueva camiseta, por lo que el club ejercitó la opción de compra para quedarse con el jugador a título definitivo. Debutó en la Liga Europa de la UEFA 2016-17 contra el Viktoria Plzeň donde anotó el gol con el que empatarían el partido 1-1.[cita requerida]

### Fenerbahçe
El 5 de octubre de 2020 firmó un contrato de dos años con una posible ampliación a un año más con el Fenerbahçe S. K. turco. Tras una temporada rescindió su contrato habiendo anotado tres goles en cuatro partidos.

### Regreso a Italia
A principios de febrero de 2022 volvió al fútbol italiano, después de haberse recuperado de una lesión de larga duración, para jugar en la U. S. Salernitana 1919.

## Selección nacional
Ha sido internacional con la selección de fútbol sub-20 de Argentina. Estuvo preseleccionado para disputar la Copa Mundial de Fútbol Sub-20 de 2007 disputada en Canadá, pero finalmente jugadores con más experiencia ocuparon su lugar. En 2009 fue convocado a la selección de fútbol sub-21 de Argentina por Sergio Batista para disputar el Torneo Esperanzas de Toulon, en Francia. El 9 de noviembre de ese mismo año fue convocado por Diego Armando Maradona, seleccionador del combinado sudamericano, para jugar un partido amistoso entre España y Argentina.

## Personal
Es hijo del exjugador de Boca, Hugo Osmar Mono Perotti. De ahí proviene su apodo, El Monito.

## Estadísticas

### Clubes
- Actualizado el 22 de mayo de 2022.

| Deportivo Morón Argentina | 2006-07       | 3.ª           | 34  | 5  | 0  | 0 | ―  | ―  | 34  | 5  |
| Deportivo Morón Argentina | Total club    | Total club    | 34  | 5  | 0  | 0 | 0  | 0  | 34  | 5  |
| Sevilla Atlético · España | 2007-08       | 2.ª           | 32  | 1  | ―  | ― | ―  | ―  | 32  | 1  |
| Sevilla Atlético · España | 2008-09       | 2.ª           | 20  | 2  | ―  | ― | ―  | ―  | 20  | 2  |
| Sevilla Atlético · España | Total club    | Total club    | 52  | 3  | 0  | 0 | 0  | 0  | 52  | 3  |
| Sevilla F. C. · España | 2008-09       | 1.ª           | 14  | 1  | 0  | 0 | 0  | 0  | 14  | 1  |
| Sevilla F. C. · España | 2009-10       | 1.ª           | 28  | 4  | 7  | 0 | 6  | 1  | 41  | 5  |
| Sevilla F. C. · España | 2010-11       | 1.ª           | 31  | 3  | 7  | 1 | 10 | 0  | 48  | 4  |
| Sevilla F. C. · España | 2011-12       | 1.ª           | 16  | 0  | 1  | 0 | 2  | 0  | 19  | 0  |
| Sevilla F. C. · España | 2012-13       | 1.ª           | 18  | 0  | 2  | 1 | ―  | ―  | 20  | 1  |
| Sevilla F. C. · España | 2013-14       | 1.ª           | 10  | 1  | 1  | 0 | 8  | 4  | 19  | 5  |
| Sevilla F. C. · España | Total club    | Total club    | 117 | 9  | 18 | 2 | 26 | 5  | 161 | 16 |
| Boca Juniors Argentina | 2013-14       | 1.ª           | 2   | 0  | ―  | ― | ―  | ―  | 2   | 0  |
| Boca Juniors Argentina | Total club    | Total club    | 2   | 0  | 0  | 0 | 0  | 0  | 2   | 0  |
| Genoa C. F. C. · Italia | 2014-15       | 1.ª           | 27  | 4  | 1  | 0 | ―  | ―  | 28  | 4  |
| Genoa C. F. C. · Italia | 2015-16       | 1.ª           | 16  | 1  | 1  | 0 | ―  | ―  | 17  | 1  |
| Genoa C. F. C. · Italia | Total club    | Total club    | 43  | 5  | 2  | 0 | 0  | 0  | 45  | 5  |
| A. S. Roma · Italia | 2015-16       | 1.ª           | 15  | 3  | ―  | ― | 2  | 0  | 17  | 3  |
| A. S. Roma · Italia | 2016-17       | 1.ª           | 32  | 8  | 4  | 0 | 9  | 2  | 45  | 10 |
| A. S. Roma · Italia | 2017-18       | 1.ª           | 25  | 5  | 1  | 0 | 9  | 3  | 35  | 8  |
| A. S. Roma · Italia | 2018-19       | 1.ª           | 13  | 5  | 0  | 0 | 2  | 0  | 15  | 5  |
| A. S. Roma · Italia | 2019-20       | 1.ª           | 21  | 5  | 1  | 0 | 4  | 1  | 26  | 6  |
| A. S. Roma · Italia | Total club    | Total club    | 106 | 26 | 6  | 0 | 26 | 6  | 138 | 32 |
| Fenerbahçe S. K. Turquía | 2020-21       | 1.ª           | 4   | 3  | 0  | 0 | ―  | ―  | 4   | 3  |
| Fenerbahçe S. K. Turquía | Total club    | Total club    | 4   | 3  | 0  | 0 | 0  | 0  | 4   | 3  |
| U. S. Salernitana 1919 · Italia                                                                                               | 2021-22       | 1.ª           | 11  | 0  | ―  | ― | ―  | ―  | 11  | 0  |
| U. S. Salernitana 1919 · Italia                                                                                               | Total club    | Total club    | 11  | 0  | 0  | 0 | 0  | 0  | 11  | 0  |
| Total carrera | Total carrera | Total carrera | 369 | 51 | 26 | 2 | 52 | 11 | 447 | 64 |
| (1)Incluye Copa del Rey, Supercopa de España y Copa Italia. (2)Incluye Liga Europa de la UEFA y Liga de Campeones de la UEFA. |               |               |     |    |    |   |    |    |     |    |

### Resumen estadístico
|                        | Encuentros | Goles | Promedio |
| ---------------------- | ---------- | ----- | -------- |
| Liga                   | 334        | 44    | 0,11     |
| Copas nacionales       | 25         | 2     | 0,10     |
| Copas internacionales  | 49         | 10    | 0,20     |
| Selección de Argentina | 4          | 0     | 0,00     |
| TOTAL                  | 411        | 56    | 0,12     |

## Palmarés

### Campeonatos nacionales
| Título       | Club          | País   | Año     |
| ------------ | ------------- | ------ | ------- |
| Copa del Rey | Sevilla F. C. | España | 2009-10 |

### Campeonatos internacionales
| Título                 | Club          | Sede  | Año     |
| ---------------------- | ------------- | ----- | ------- |
| Liga Europa de la UEFA | Sevilla F. C. | Turín | 2013-14 |